# ماركوس جاكسون
ماركوس جاكسون (بالإنجليزية: Marcus Jackson)‏ هو لاعب كرة قدم أمريكية أمريكي، ولد في 30 نوفمبر 1986 في هيوستن في الولايات المتحدة.

## روابط خارجية
- ماركوس جاكسون على موقع كلية كرة القدم في سبورتس رفرنس.كوم (الإنجليزية)